# Kiskunfélegyháza
Kiskunfélegyháza je mesto na Madžarskem, ki upravno spada v podregijo Kiskunfélegyházi Županije Bács-Kiskun.
Tu se nahaja tudi Letališče Kiskunfélegyháza.